# Klodovik
Klodovik (tal. Clodoveo) je papiga iz talijanskog stripa "Alan Ford". Vrlo je inteligentan i živi u tajnom skrovištu zajedno s Brojem 1. Brine za njega i njegove kućne ljubimce. Prvi put se pojavio u broju 100, "Crne planine Južne Dakote".

## Životopis
Klodovik je u početku bila papiga djeda Broja 1 koja je s njime živjela u planinama južne Dakote. U epizodi "Crne planine južne Dakote" odlazi do Broja 1 i prenosi mu poruku od djeda. Grupa TNT odlazi u Dakotu i doživi jednu od najčudnijih pustolovina ikad. Nakon toga, djed ostavlja Broju 1 papigu s obrazloženjem da je već star i da se više ne može brinuti za nju. Klodovik useljava u tajno skrovište Broja 1 i često se svađa s njim, ali se ipak vole. Brine se za njega i za njegove životinje, osim za Prudyja kojeg mrzi i pokušava se riješiti.

## Zanimljivosti
- Klodovik voli rum, punč i krvave bifteke.

- Klodovik govori 18 jezika i 77 dijalekata.

## Unutarnje poveznice
- Grupa TNT

- Broj 1

- Prudy

- Sir Oliver

- Alan Ford